# Tibor Kalman
Tibor Kalman (* 6. Juli 1949 in Budapest, Ungarn; † 2. Mai 1999 in San Juan) war ein in den Vereinigten Staaten tätiger ungarischer Grafikdesigner.

## Leben und Werk
1956 wanderte die Familie in die Vereinigten Staaten aus. Von 1967 bis 1970 studierte Kalman Publizistik an der New York University, anschließend arbeitete er als Grafikdesigner für eine kleine Buchhandlung, die später zu Barnes & Noble werden sollte. 1979 gründete er mit seiner Frau Maira Kalman das Designbüro M&Co – der Buchstabe M im Namen der Firma stand für den Spitznamen Mairas („Em“).
Kunden des Unternehmens kamen aus den Bereichen Architektur, Musik, Industrie-Design, Film und Editorial Design. 1991 gründete Kalman zusammen mit Oliviero Toscani das von Benetton gesponserte Magazin Colors. Um ausschließlich für das Magazin arbeiten zu können, schloss er 1994 seine Designfirma und zog nach Rom. Von 1997 an lebte er wieder in New York.
Zwischen Vitra und Kalman bestand über Jahre eine enge Beziehung, die in dem 1997 erschienenen Buch Chairman Rolf Fehlbaum zum Ausdruck kam.
Maira Kalman war bis zu seinem Tod 1999 mit Tibor Kalman verheiratet. Aus der Ehe entstammen zwei Kinder, Lulu (* 1983) und Alex (* 1985). Die nachgelassene Tibor Kalman Collection mit Material aus den Jahren 1980 bis 1993 ist Teil der Bestände der University of Illinois at Chicago, Richard J. Daley Library Special Collections and University Archives.